# Palacio de La Moneda
Palacio de La Moneda – siedziba prezydenta republiki Chile, a także trzech ministerstw: Spraw Wewnętrznych, Generalnego Sekretariatu Prezydenta i Generalnego Sekretariatu Rządu. Pałac jest zbudowany w stylu neoklasycyzmu.

## Historia
Zgodnie z założeniami władz kolonialnych budynek miał pełnić rolę mennicy, stąd nazwa La Moneda. Zaprojektowany został przez włoskiego architekta Joaquína Toescę. Budowę rozpoczęto w roku 1784, a ukończono w 1805. Mennica biła pieniądze w latach 1814–1929. W czerwcu 1845 roku, z inicjatywy prezydenta niepodległego już Chile Manuela Bulnesa budynek stał się siedzibą rządu i prezydenta republiki. Za prezydentury Gabriela Gonzáleza Videli budynek zaczął pełnić rolę oficjalnej rezydencji głowy państwa. W 1930 roku zagospodarowano przestrzeń przed pałacem i stworzono Plac Konstytucji, a od południowej strony dobudowano w latach 2005–2006 kolejne dwa place: Plac Obywatelski i Plac Kultury. W wyniku puczu Augusto Pinocheta pałac, w którym bronił się demokratycznie wybrany prezydent Salvador Allende został 11 września 1973 zrujnowany na skutek bombardowania z powietrza. Rekonstrukcja trwała do 11 marca 1981 roku. Od czasów prezydenta Ricardo Lagosa budynek jest udostępniony dla zwiedzających.

## Galeria

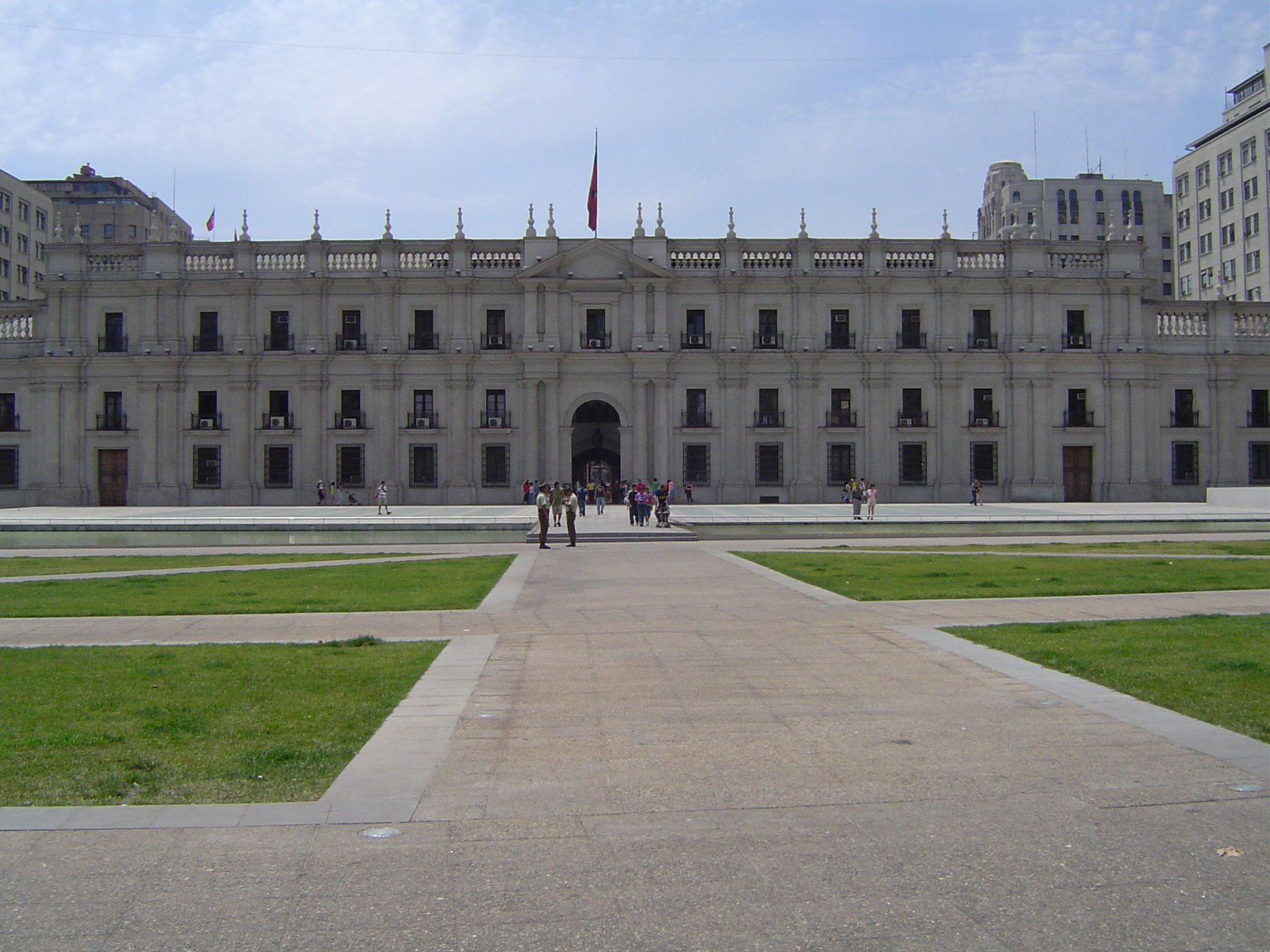
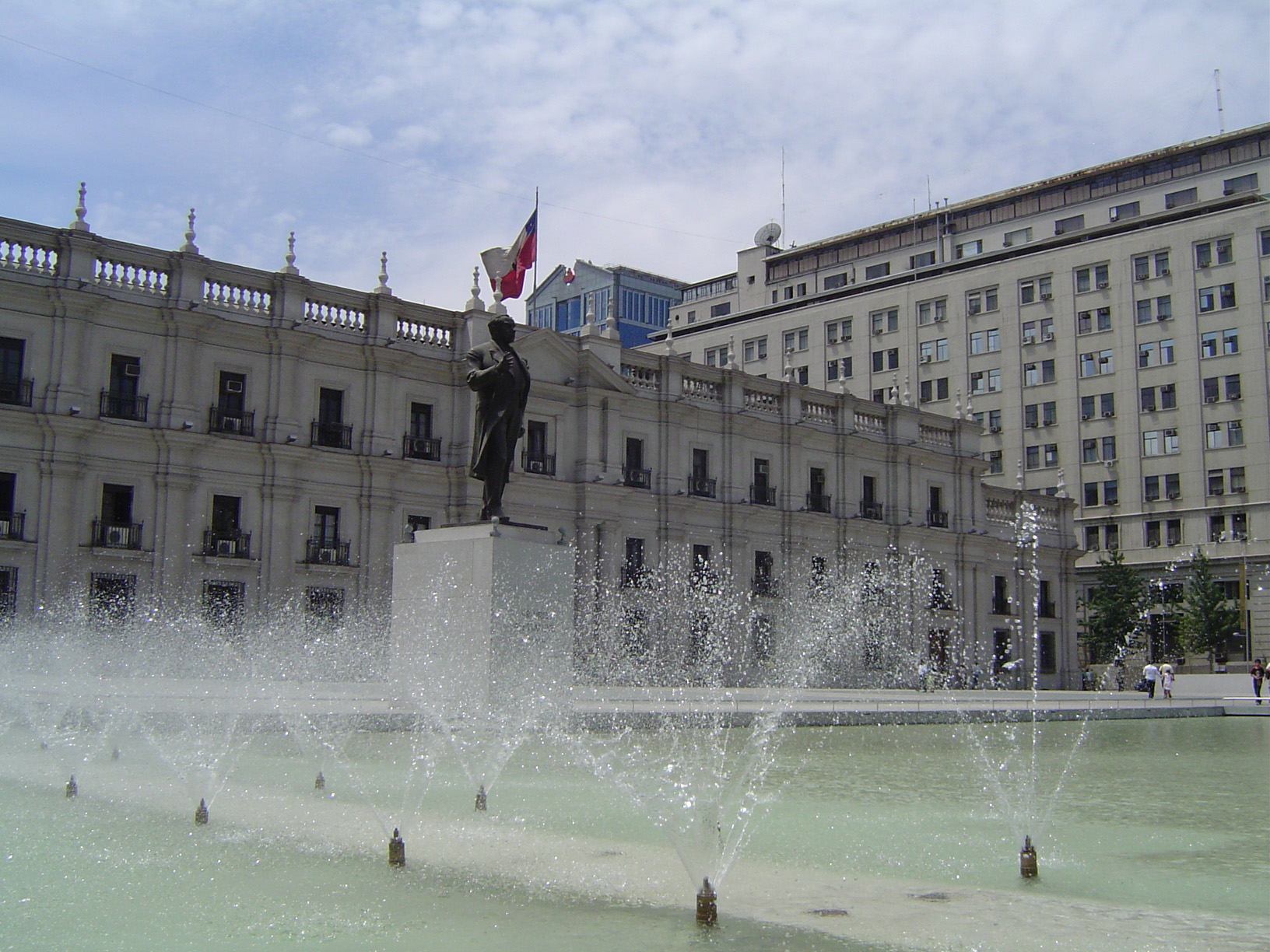
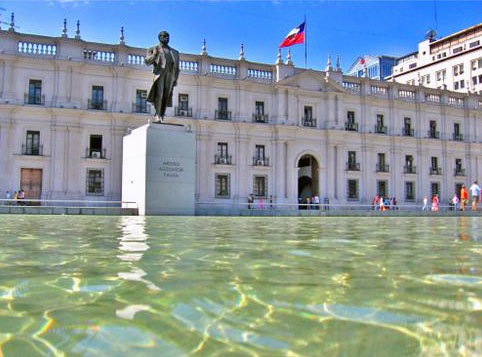
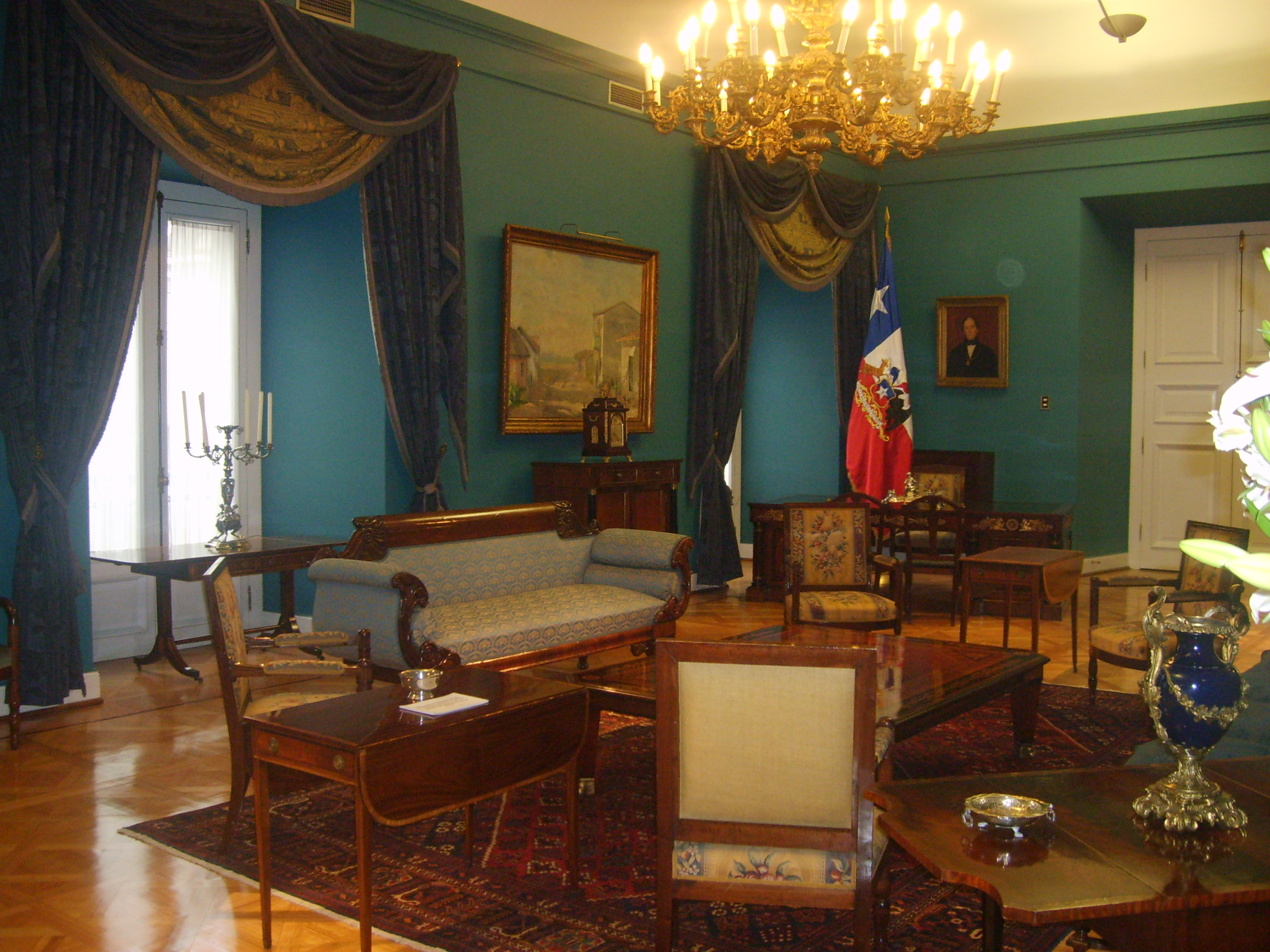